# Wahrenskenberg
Der Wahrenskenberg ist mit 52,2 m ü. NHN der höchste Berg in Gessin, einem Ortsteil der Gemeinde Basedow. Er liegt südlich der Ortschaft an der Dreischwesternallee.
Auf ihm steht ein Trigonometrischer Punkt. Seine Lage ist vermutlich der Standort der ehemaligen Gessiner Windmühle, einer kleinen Erdholländermühle.